# Kamer Qaka
Kamer Qaka (Peja, 1995. április 11. –) albán válogatott labdarúgó, a Skendija labdarúgója.

## Pályafutása

### Klubcsapatokban
Qaka a norvég Vålerenga akadémiáján nevelkedett, a norvég élvonalban 2011 novemberében mutatkozott be. 2021 és 2022 között az északmacedón Skendija játékosa volt, mellyel 2021-ben északmacedón bajnok lett. 2022 januárjában a magyar élvonalbeli Mezőkövesd labdarúgója lett. Egy évvel később visszatért a Skendija csapatához.

### Válogatott
Többszörös norvég utánpótlás-válogatott. 2017 és 2018 között négy alkalommal lépett pályára az albán felnőtt válogatottban.

#### Mérkőzései az albán válogatottban
| #  | Dátum              | Ellenfél    | Eredmény | Kiírás              | Esemény |  |
| -- | ------------------ | ----------- | -------- | ------------------- | ------- |  |
| 1. | 2017. november 13. | Törökország | 3 – 2    | barátságos mérkőzés | 67'     |  |
| 2. | 2018. március 26.  | Norvégia    | 0 – 1    | barátságos mérkőzés | 46'     |  |
| 3. | 2018. május 29.    | Koszovó     | 0 – 3    | barátságos mérkőzés | 44'     |  |
| 4. | 2018. június 3.    | Ukrajna     | 1 – 4    | barátságos mérkőzés | 26'     |  |

## Sikerei, díjai
Skendija
- Észak-macedón bajnok: 2020–21